# Мадридский трамвай
Мадридский трамвай — один из видов общественного транспорта в Мадриде. По состоянию на 2015 год в Мадриде действуют три линии скоростного трамвая, которые официально называются «Metro Ligero», но метрополитеном не являются.
Также понятие «мадридский трамвай» относится к первой системе, существовавшей в городе в 1871—1972 годах.

## Первая трамвайная система
История трамвая в Мадриде началась 31 мая 1871 года, когда в городе был пущен трамвай на тяге мулов. С 1878 года в Мадриде использовался паровой трамвай. Электрический трамвай был пущен в 1898 году.
Интересная особенность первой мадридской трамвайной сети заключалась в том, что она использовала необычную ширину колеи — 1440 мм.
Самыми новыми трамваями первой мадридской трамвайной сети были трамваи PCC производства фирмы CAF из Турина (Италия). Трамваи этого типа поставлялись в Мадрид в 1945—1956 годах. В Мадриде они получили номера 1001—1060.
К концу 1965 года в городе оставалось десять линий общей протяжённостью 97 км. С 1965 года в Мадриде использовались только трамваи PCC. До этого в городе также работали двухосные трамваи и один трамвай Peter Witt, купленный в 1935 году в Брюсселе.
В 1968—1971 году трамвайная сеть Мадрида сократилась до трёх маршрутов, на которых работали трамваи PCC. Первая трамвайная система Мадрида закрылась 1 июня 1972 года. Хотя трамваи PCC были ещё достаточно новыми, покупателя на них не нашлось, и все они пошли в металлолом.

## Современный трамвай

### История
Презентация планов строительства в Мадриде новой трамвайной системы состоялась весной 2004 года. Три несвязанные трамвайные линии общей протяжённостью около 30 км должны были стать дополнением к метрополитену. Строительство всех трёх линий началось в 2005 году. В мае 2006 года в город прибыли первые трамваи (Citadis 302).
Первая линия трамвая, ML1, открылась 24 мая 2007 года, 27 июля того же года последовали открытия линий ML2 и ML3.

### Описание системы
Все линии трамвая имеют ширину колеи 1435 мм. Линии в основном проходят по выделенным полосам, есть и тоннельные участки. Система электрификации: 750 вольт, постоянное напряжение.
Линии М2 и М3 имеют общее депо рядом со станцией Colonia Jardín, трамваи линии М1 используют метродепо Canillejas.

#### Линия M1
Эта линия соединяет станции метро Pinar de Chamartín (линии метро 1 и 4) и Las Tablas (линия метро 10). Длина линии — 5,4 км. На линии М1 имеется 9 станций/остановок, из них пять подземных:
- Pinar de Chamartín (подземная)
- Fuente de la Mora (подземная)
- Virgen del Cortijo (подземная)
- Antonio Saura
- Álvarez de Villaamil
- Blasco Ibáñez (подземная)
- María Tudor (подземная)
- Palas del Rey
- Las Tablas

На станции Pinar de Chamartín в напоминание о прошлом установлен отреставрированный старый двухосный трамвай.

#### Линия М2
Эта линия соединяет станцию метро Colonia Jardín (линия метро 10) со станцией пригородных поездов Aravaca. Длина линии — 8,7 км, на линии имеется 13 остановок/станций, из них 3 подземных.
- Colonia Jardín (подземная)
- Prado de la Vega
- Colonia de los Ángeles
- Prado del Rey
- Somosaguas Sur (подземная)
- Somosaguas Centro
- Pozuelo Oeste
- Bélgica
- Dos Castillas
- Campus de Somosaguas
- Avenida de Europa (подземная)
- Berna
- Estación de Aravaca

#### Линия М3
Эта линия соединяет станцию метро Colonia Jardín (таким образом линии М2 и М3 имеют одну общую подземную конечную станцию) с пригородом Boadilla del Monte. Длина линии — 13,7 км, на линии имеется 16 остановок/станций.
- Colonia Jardín (подземная)
- Ciudad de la Imagen
- José Isbert
- Ciudad del Cine
- Cocheras
- Retamares
- Montepríncipe
- Ventorro del Cano
- Prado del Espino
- Cantabria
- Ferial del Boradilla
- Boadilla Centro
- Nuevo Mundo
- Siglo XXI
- Infante Don Luís
- Puerta de Boadilla

### Подвижной состав
Оператор метрополитена и трамвая заказал семьдесят трамваев низкопольных сочленённых Citadis 302 (номера 101—170), но не все они используются в Мадриде. Девять трамваев используется в городе Парла, трамвайная сеть которого эксплуатируется той же организацией, что и мадридская.